# Стефан Атанасов (футболист)
Стефан Атанасов е роден през 1974 г. Бивш футболист на „Етър“, „Ловико“, „Монтана“ и „Светкавица“. През 2002 г. става помощник-треньор на „Етър 1924“, а от 2005 г. е изпълнителен директор на клуба. Длъжността президент на „Етър 1924“ официално изпълнява мажоритарният собственик на клуба Радослав Владев.